# Alafia
Alafia es un género de fanerógamas de la familia Apocynaceae. Tiene unas 30 especies aceptadas de unos 60 taxones descritos.
Es originario del África tropical y Madagascar.

## Taxonomía
El género fue descrito por Louis-Marie Aubert du Petit-Thouars y publicado en Genera Nova Madagascariensia 11. 1806.

## Especies
- Alafia alba Pichon
- Alafia barteri Oliv.
- Alafia benthamii (Baill.)
- Alafia berrieri Jum.
- Alafia calophylla Pichon
- Alafia caudata Stapf
- Alafia erythrophthalma (K.Schum.) Leeuwenb.
- Alafia falcata Leeuwenb.
- Alafia fuscata Pichon
- Alafia insularis Pichon
- Alafia intermedia Pichon
- Alafia lucida Stapf
- Alafia microstylis K.Schum.
- Alafia multiflora (Stapf) Stapf
- Alafia nigrescens Pichon
- Alafia orientalis K.Schum. ex De Wild.
- Alafia parciflora Stapf
- Alafia pauciflora Radlk.
- Alafia perrieri Jum.
- Alafia scandens (Thonn.) De Wild.
- Alafia thouarsii Roem. & Schult.
- Alafia vallium Pichon
- Alafia velutina Leeuwenb.
- Alafia verschuerenii De Wild.
- Alafia whytei Stapf
- Alafia zambesiaca Kupicha